# Autofahrer-Rundfunk-Information

Richtzeichen 368, unten der Buchstabe für die Bereichskennung

Richtzeichen 369, unten war Platz für die jeweilige Frequenz auf Mittel- und Langwelle. Das Zeichen des Deutschlandfunks sollte an Grenzübergängen oder an Parkplätzen mit starkem Verkehrsaufkommen aufgestellt werden

Das Zeichen des Deutschlandfunks gab es auch als Zusatzzeichen zu Zeichen 368

Die Autofahrer-Rundfunk-Information (in Deutschland) resp. Auto-Radio-Information (in der Schweiz) (ARI) war ein Zusatzdienst des UKW-Hörfunks im deutschsprachigen Raum. Das System diente der Kennzeichnung und geographischen Zuordnung von Verkehrsnachrichten. Es wurde von Blaupunkt zusammen mit den ARD-Rundfunkanstalten entwickelt; federführend war das Institut für Rundfunktechnik. ARI war von 1974 bis 2008 in Betrieb.

## Funktion
Die ARI-Kennung wurde von Radiostationen während des normalen Programms mit der nicht hörbaren, zusätzlichen Frequenz von 57 kHz übertragen und übermittelte drei Kennungen:
- die Senderkennung (SK) zeigte das Vorhandensein eines Verkehrsfunksenders an
- die Bereichskennung (BK) übermittelte eine von sechs Kennungen (A bis F) für den geographischen Zuständigkeitsbereich des Senders
- die Durchsagekennung (DK) kündigte die Durchsagen der Verkehrsfunknachrichten an

Senderkennung und Bereichskennung wurden von den Verkehrsfunksendern dauernd ausgestrahlt, die Durchsagekennung entsprechend während der Verkehrsmeldungen. Wenn keine Steuerleitung von der Rundfunkanstalt zum entsprechenden Senderstandort vorhanden war, konnte die ARI-Durchsagekennung auch mit dem Hinz-Triller (dem „Verkehrsfunk-Piepser“) eingeschaltet werden.
Mit Hilfe des ARI-Signals konnten Radios anhand von SK und BK sowohl die Sender, die Verkehrsfunkmeldungen ausstrahlten, identifizieren, als auch über die DK zwischen Verkehrsdurchsagen und dem laufenden Programm unterscheiden. Für den Fahrer war das z. B. durch Aufleuchten einer gelben Lampe bei Verkehrsfunksendern erkennbar. Bei technisch anspruchsvolleren Autoradios war darüber hinaus eine Anzeige bzw. Auswahl des Verkehrsfunkbereichs entsprechend der Bereichskennung BK möglich.
Empfangsfrequenzen und Bereichskennung der empfangbaren UKW-Verkehrsfunksender waren von 1974 bis 2003 auf blauen Informationsschildern (StVO-Zeichen 368 und 369) an stark belebten Straßen ausgewiesen. Beide Zeichen waren zur Aufstellung am 1. Februar 1974 durch den Bundesminister für Verkehr angeordnet worden und fanden ihre endgültige Darstellung im Verkehrsblatt 1975. Das hauptsächlich an Autobahnen aufgestellte Zeichen 368 durfte ursprünglich nur verwendet werden, wenn der Verkehrsfunksender einer Landesrundfunkanstalt zugeordnet war und Verkehrsdurchsagen der Polizei über akute Verkehrsstörungen sofort in das laufende Programm eingeblendet wurden. Der Sender musste zudem eine Kennfrequenz für Verkehrsfunksender ausstrahlen, was eine Genehmigung durch den Bundesminister für das Post- und Fernmeldewesen erforderte. Das Zeichen des Deutschlandfunks sollte an Grenzübergängen oder an Parkplätzen mit starkem Verkehrsaufkommen zum Einsatz kommen. Nachdem das seltenere Zeichen 369 bereits mit Einführung der StVO von 1992 aus dem Verzeichnis gestrichen worden war, verlor Zeichen 368 am 31. Dezember 2002 seine Gültigkeit und wurde ab 1. Januar 2003 abgebaut.
Wenn mehrere Verkehrsfunksender empfangbar waren, was ab 1984 nach Einführung der ersten privatrechtlichen Rundfunkanstalten möglich wurde, standen auch mehrere Schilder im Abstand von einigen hundert Metern an der Autobahn. Bei eingeschalteter ARI-Funktion waren passende Verkehrsfunksender schnell zu finden.
Stummgeschaltete oder im Kassettenbetrieb befindliche Autoradios wurden anhand der DK während der Verkehrsdurchsagen automatisch lauter gestellt und ggf. der Kassettenbetrieb unterbrochen. An Autoradios mit Bereichskennung konnte der jeweilige geographische Bereich gewählt werden, um diesen Bereich betreffende Verkehrsmeldungen zu empfangen.
Durch ARI konnten Autofahrer Verkehrsmeldungen auch bei leise gestelltem Radio hören.

## Technik
Die ARI-Kennung wurde von Radiostationen zusätzlich zum normalen Programm mit einem Hilfsträger von 57 kHz (= 3 · 19 kHz, bei Stereosendern phasenstarr zum Stereo-Pilotton) übertragen und übermittelte die drei Kennungen:
- Die Senderkennung (SK) ist der Grundton von 57 kHz selbst und zeigt das Vorhandensein eines Verkehrsfunksenders an.
- Die Bereichskennung (BK), die den Sendebereich des Senders (A bis F) übermittelt, wird durch verschiedenfrequente, nicht harmonische Amplitudenmodulation um 60 % erzeugt.
- Die Durchsagekennung (DK), die auf wichtige Durchsagen wie Verkehrsfunk hinweist, wird durch zusätzliche Amplitudenmodulation um 30 % mit einer Frequenz von 125 Hz erzeugt

Wenn keine Verkehrsnachrichten übertragen werden konnten (z. B. manchmal nachts beim Sendebetrieb vom Band), war die ARI-Senderkennung (und damit auch die BK) abzuschalten.

### Bereichskennung
Die Bereichkennungen waren wie folgt auf die einzelnen Bundesländer und Sprachregionen der Schweiz verteilt:
| BK | BK-Frequenz | Gebiet, Bundesland in Deutschland (Erste Sendeanstalt im Bereich, die diese Kennung 1974 benutzt hat)                      | Bundesland in Österreich                      | Sprachregion in der Schweiz                                      | weitere geplante Gebiete |
| -- | ----------- | --- | --------------------------------------------- | ---------------------------------------------------------------- | ------------------------ |
| A  | 23,75 Hz    | Mecklenburg-Vorpommern, Bremen und Bremerhaven, Sachsen, Baden-Württemberg (ehem. Amerikanische Zone) (SDR/SDR1)           | Osttirol, Kärnten, Steiermark, Burgenland Süd |                                                                  | Luxemburg, Dänemark      |
| B  | 28,274 Hz   | Schleswig-Holstein, Sachsen-Anhalt, Saarland (SR1)                                                                         | Salzburg, Oberösterreich                      | Deutschschweiz (Schweizer Radio DRS)                             | Niederlande              |
| C  | 34,926 Hz   | Hamburg, Berlin (SFB), Nordrhein-Westfalen (WDR 2), Bayern Nord (Franken (Unterfranken, Mittelfranken, Oberfranken) (BR3)) | Vorarlberg, Tirol                             |                                                                  | Belgien                  |
| D  | 39,583 Hz   | Niedersachsen Süd-Ost, Rheinland-Pfalz (SWF3), Bayern Süd (Schwaben, Oberbayern)                                           |                                               | Welschschweiz (Radio de la Suisse Romande RSR)                   |                          |
| E  | 45,673 Hz   | Niedersachsen West, Thüringen, Baden-Württemberg Süd (ehem. frz. Zone) (SWF/SWF3)                                          |                                               | Italienischsprachige Schweiz (Radio della Swizzera Italiana RSI) |                          |
| F  | 53,977 Hz   | Brandenburg, Hessen (HR3)                                                                                                  | Niederösterreich, Wien, Burgenland Nord       |                                                                  | Elsass                   |

Stand: Februar 2001

#### ARI in Verbindung mit PCI
1983 stellte Blaupunkt mit dem Berlin IQR 83 das erste Autoradio mit Program Comparison and Identification (PCI) vor, einem System, bei dem eine Senderdatenbank mittels Datenkassette auf das Radio übertragen und in diesem dauerhaft gespeichert wurde. Durch Auswertung der Bereichskennung und Frequenz während der Fahrt waren diese Geräte in der Lage, anstelle von nur der Bereichskennung A bis F den Sendernamen anzuzeigen und bei Verlassen des Sendegebiets automatisch auf eine Sendestation mit besseren Empfangswerten umzuschalten. Hierzu benutzte man einen zweiten Hintergrundempfänger, der das UKW-Band permanent nach weiteren Stationen und deren Bereichskennungen absuchte. Da sich die Senderlandschaft laufend änderte, und um die Anzeige falscher Namen zu verhindern, war eine regelmäßige Aktualisierung mit einer neuen Datenkassette sinnvoll. Das letzte PCI-Radio war das Berlin IQR 88, dessen Produktion 1989 eingestellt wurde.

## Einführung und Abschaltung
Nachdem sich Ende der 1960er Jahre der regelmäßige Verkehrsfunk in Deutschland durchgesetzt hatte, begann der Autofahrerverband ADAC 1969 eine Initiative zur Einführung einer technischen Erweiterung. Auch der Name Autofahrer-Rundfunk-Information wurde im ADAC entworfen. Absicht war es zunächst, mit dem Verkehrsfunk ein Signal zu versenden, das ein Bandgerät zur Aufnahme der Information starten und so die Verkehrsmeldung nach Belieben abrufbar machen sollte. Der ADAC gewann sowohl den Deutschlandfunk als auch den Elektronikhersteller Blaupunkt für das Projekt. Blaupunkt war zu diesem Zeitpunkt gerade mit einem ähnlichen Projekt in Zusammenarbeit mit der RWTH Aachen gescheitert. In den folgenden Jahren wurde mit verschiedenen akustischen Signalen experimentiert, die von den Autoradios aber nicht zuverlässig registriert wurden, bis sich schließlich der Hinz-Triller durchsetzte. Von 1970 bis 1973 richtete der ADAC an 17 Autobahnraststätten so genannte Infotheken ein, an denen die automatisch auf Band aufgezeichneten Verkehrsinformationen abgehört werden konnten. Vorerst nutzte nur der Deutschlandfunk das Verfahren durchgängig.
Bei verschiedenen Versuchen in der gebirgigen Landschaft der Schweiz erwies sich die beschriebene Überlagerung des normalen Programms mit dem Hilfsträger von 57 kHz als die stabilste Lösung. Daraus resultierte am 1. Juni 1974 in der Bundesrepublik Deutschland die Einführung dieses Verfahrens im UKW-Hörfunk, zunächst beschränkt auf ausgewählte ARD-Sender. 1980 zog die Schweiz mit der Einführung dieses Verfahrens für die ersten UKW-Ketten der Sprachregionen durch die PTT nach. Das Aufkommen des bundesdeutschen Privatrundfunks ab 1984 vervielfachte in der Folge die Anzahl der Verkehrsfunksender.
Parallel zum Betrieb von ARI wurde das von der Europäischen Rundfunkunion konzipierte, modernere Radio Data System (RDS) von den Rundfunksendern offiziell zum 1. April 1988 eingeführt. Darin werden die ARI-Funktionen Senderkennung und Durchsagekennung als TP- bzw. TA-Signal integriert. Auf Grund der einfacheren Signalisierung kommt ARI jedoch im Gegensatz zu RDS mit geringeren Signalpegeln aus und kann auch bei verrauschtem Empfang noch eine zuverlässige Anzeige von Senderkennung, Bereichs- und Durchsagekennung bieten.
Ab Mitte der 1990er-Jahre waren dann Autoradios ohne RDS-Technik kaum noch erhältlich. Deshalb konnte nach einer Übergangszeit ARI in der Schweiz am 1. September 2003 und in Deutschland am 1. März 2005 abgeschaltet werden.
In Österreich wurde die ARI-Übertragung per 19. Mai 2008 eingestellt.
In Hamburg und Umgebung sendete Radio Hamburg noch deutlich länger als weltweit letzter Sender die ARI-Kennung aus (Bereichskennung C, UKW-Frequenz 103,6). Besitzer älterer Radios konnten hier noch bis mindestens August 2012 die Funktion von ARI nutzen.
In der DDR wurde Verkehrsfunk mit ARI durch Radio DDR I als Radio-DDR-Verkehrsservice ausgestrahlt, mit abweichendem Aktivierungston. In der Tschechoslowakei wurde ab dem 15. Januar 1987 (Tests bereits ab 1985 über den Sender Cukrák im CCIR-Band) im OIRT-Band durch Radio Hvezda (heute Český rozhlas Radiožurnál) der Verkehrsfunk in der Sendung Zelena vlna Hvezdy zunächst entlang der Autobahn D1 Prag–Pressburg ausgestrahlt. Autoradios mit ARI-Dekoder wurden von der tschechoslowakischen Firma Tesla in Bratislava produziert.
Blaupunkt wollte ab 1982 in Zusammenarbeit mit den lokalen Rundfunkstationen das ARI-System in größeren Städten der USA (u. a. Brooklyn, New York, Long Island, New Jersey und Umgebung) einführen, war damit aber nicht erfolgreich. Dabei störten zum einen die in den USA häufig oberirdisch verlegten Stromkabel mit an Masten montierten Transformatoren, zum anderen ergaben sich auch Unverträglichkeiten mit der in den USA per FCC-Vorschrift zu übermittelnden Katastrophensignalisierung durch das von 1963 bis 1997 eingesetzte Emergency Broadcast System (EBS), bzw. dessen seit 1994 eingesetztem Nachfolgesystem Emergency Alert System (EAS). Auch diese verwenden Töne (853 Hz und 960 Hz), um bestimmte Benachrichtigungen durch staatliche Stellen an die Bevölkerung über Radio zu übermitteln. Die verkehrsreichen Städte wünschten außerdem eine höhere Zahl an Bereichskennungen, was aber das zur Übertragung erforderliche Frequenzspektrum unzulässig erweitert hätte.

## Hinz-Triller
Der Hinz-Triller wird vom Funkhaus übertragen und triggert im Sender die unhörbare Durchsagekennung, die wiederum dazu führt, dass das Autoradio eine Verkehrsnachricht als solche erkennt. Dass der Hinz-Triller hörbar ist, liegt daran, dass Modulationsleitungen (Übertragungsbandbreite von 30 bis 15.000 Hz) zur Übertragung herangezogen werden sollten.

### Funktion
Die Durchsagekennung DK des ARI-Systems wurde von vielen Radiostationen durch das Übertragen des sogenannten Hinz-Trillers am Sender zugeschaltet (dieser steuert also nicht etwa das Radio selbst). Der Hinz-Triller ist ein akustisches Signal mit einer Mittenfrequenz von 2350 Hz ±1 Hz, das mit einer Frequenz von 123 Hz bei einem Hub von 123 Hz ±10 Hz frequenzmoduliert wird. Dabei schaltet ein 1,20 s ±0,1 s langer Hinz-Triller die Durchsagekennung zu, ein 0,55 s ±0,05 s langer Hinz-Triller die Kennung wieder aus. Der Hinz-Triller kann auch im Pegel abgesenkt werden und kann mit anderen Kennmelodien der jeweiligen Radiostation kombiniert werden. In letzter Zeit verwenden Radiostationen zur Steuerung der Sender keine Töne im Audioband mehr, sondern übermitteln diese Information in getrennten Datenkanälen. Dies ermöglichen die heute üblichen, digitalen Übertragungswege zwischen Studio und Sender. In anderen Ländern wurden andere Signale eingesetzt, z. B. in der Schweiz zwei kurze 15-kHz-Töne, in der DDR gab es nur ein Jingle ohne Steuerfunktion für die Durchsagekennung (die vermutlich manuell geschaltet wurde).
Auch aktuell (2024) wird der Hinz-Triller von zahlreichen Radiostationen vorwiegend in Süd- und Mitteldeutschland immer noch als akustisches Signal verwendet – auch wenn der Einsatz technisch gesehen nicht mehr notwendig ist. So fällt dieser Ton in einem Musikstück auch bei sehr leiser Ausspielung noch auf. Technisch gesehen ist der Hinz-Triller trotz der ausschließlichen Verwendung von RDS-Botschaften als Verkehrsfunkkennung dann noch nötig, wenn die RDS-Encoder in den einzelnen UKW-Sendern noch durch das akustische Signal gesteuert werden (Ballempfang). Durch die immer effektreichere Musik im Hörfunk kommt es in letzter Zeit vermehrt zu Fehlerkennungen eines Hinz-Trillers. Man strebt die Umstellung der RDS-Encoder an den Senderstandorten auf die nicht mehr vom Tonsignal abhängige Steuerung per UECP an, dann könnte auch dieses Stück Zeitgeschichte des Verkehrsfunks entfallen.

### Steuerung von RDS-Sendungen mit dem Hinz-Triller
Zur Verwendung des Hinz-Trillers zur Steuerung von RDS-Aussendungen ist von der Deutschen Bundespost Telekom ein Verfahren „Steuerung des RDS/VRF-Systems mittels Hinz-Triller“ in dem Schreiben FTZ 175 AB 33 definiert worden.
Ein Gerät, das dieses Signal generiert und den Vorgaben der Telekom entspricht, ist z. B. das Rudolph HT090.
Die Einspeisung des Signals soll direkt vor dem Postübergabeverstärker zur Leitung zum Senderstandort erfolgen. Der Empfänger zum Schalten des RDS-Encoders am Senderstandort muss gewisse Toleranzen einhalten. Das Einschaltsignal muss im Zeitbereich zwischen 1 s und 1,4 s sicher erkannt werden, das Ausschaltsignal muss zwischen 0,45 s und 0,65 s sicher erkannt und ausgewertet werden. Als Mindesteinschaltpegel gelten dabei 30 dB unter Vollaussteuerung am Sender. Falls aus verschiedenen Gründen (z. B. Leitungsstörung) das Ausschaltsignal nicht übermittelt oder erkannt wird, muss der Steuerzeichenempfänger spätestens nach sechs Minuten (±1 min) das TA-Signal vom Sender nehmen.

### Geschichte
Benannt ist der Hinz-Triller nach seinem Erfinder Werner Hinz (8. Mai 1930 – 29. Juli 2017), der ihn beim DLF in Köln entwickelte. Hinz war beim DLF ab 1970 zunächst in der Planung des Funkhausneubaus und später als technischer Direktor tätig. Der Hinz-Triller wurde ursprünglich eingesetzt, um automatische Aufzeichnungsgeräte für Verkehrsfunkdurchsagen an Autobahnraststätten (sogenannte Infotheken) zu steuern und auch bei leise eingestelltem Radio auf Verkehrsdurchsagen aufmerksam zu machen.
Anfangs wurde mit einem D-Dur-Dreiklang experimentiert. Da dieser aber zu oft in Musikstücken vorkommt, kam es zu Falschauslösungen bei den Aufzeichnungsgeräten. Also suchte Hinz nach einem ungewöhnlich dissonanten Ton, der in Musik und Natur möglichst nicht vorkommt.
Fünf Sekunden langer Hinz-Triller zum Anhören.ⓘ
Das menschliche Ohr reagiert gerade auf diesen frequenzmodulierten Ton sehr empfindlich. Daher erhöht sich die Aufmerksamkeit auch, wenn keine technische Unterstützung wie ARI auf UKW eingesetzt wird, zum Beispiel beim Empfang der Verkehrsmeldungen über Mittel- und Langwelle.